# Oblin-Korczunek
Oblin-Korczunek es un pueblo de Polonia, en Mazovia. Se encuentra en el distrito (Gmina) de Maciejowice, perteneciente al condado (Powiat) de Garwolin. Se encuentra aproximadamente a 6 km al oeste de Maciejowice, 24 km al suroeste de Garwolin, y a 65 km al sureste de Varsovia.  
Entre 1975 y 1998 perteneció al voivodato de Siedlce.